# Джозеф Естрада
Джозеф Ехерсіто Естрада (ісп. José Marcelo Ejército; нар. 19 квітня 1937) — філіппінський політик і колишній актор, який обіймав посаду 13-го президента Філіппін з 1998 по 2001 рік, дев'ятий віцепрезидента Філіппін з 1992 по 1998 рік і 26-го мер міста Маніли, столиці країни, з 2013 по 2019 рік. У 2001 році він став першим президентом в Азії, який був відсторонений від виконавчої ролі і звільнився із влади.
Естрада здобув популярність як кіноактор, зігравши головну роль у більше ста фільмів у акторській кар'єрі, що триває десь три десятиліття, і модель, яку запустили як модель моди та пандуса у віці 13 років. Він використовував свою популярність, як актор, щоб досягти успіхів у політиці, виконуючи функції мера Сан-Хуана з 1969 по 1986 рік, сенатора з 1987 по 1992 рік, потім віце-президента при президенті Фіделі В. Рамосі з 1992 по 1998 рік.
Естрада був обраний президентом у 1998 році з широким запасом голосів, що відокремлював його від інших претендентів, і був приведений до присяги в президенти 30 червня 1998 року. У 2000 році він оголосив «загальну війну» проти Ісламського фронту визволення, Моро захопили його штаб та інші табори. Однак звинувачення у корупції породжували судовий процес у справі про імпічмент у Сенаті, і в 2001 році Естраду було відсторонено «People Power 2» після того, як обвинувачення вийшло з суду імпічменту, коли судді-сенатори проголосували «ні» під час відкриття другого конверта.
У 2007 році Естрада був засуджений спеціальним підрозділом Сандіганбая на відмову від відпущення за грабіж 80 мільйонів доларів від уряду, але пізніше його помилував президент Глорія Макапагал Арройо. Він знову балотувався в президенти на президентських виборах 2010 року, але був переможений сенатором Беніньо Акіно III з великим відривом. Пізніше він обіймав посаду міського голови Маніли протягом двох термінів, з 2013 по 2019 рік.

## Раннє життя та освіта
Хосе Марсело Ехерсіто-старший народився 19 квітня 1937 року в пологовому будинку Манугіт (тепер відомий як пологовий будинок Емісола) у місті Тондо,  районі Маніли.  Пізніше його сім'я переїхала до заможного передмістя Сан-Хуана.  Він належав до заможної родини і був восьмим з десяти дітей Еміліо Ехерсіто-старшого (1898–1977) та його дружини Марії Марсело (1905–2009).  Після закінчення початкової школи в Атенеумі в 1951 році ,він був виключений під час другого курсу середнього навчання в середній школі Атенеума за дисциплінарну поведінку.  Пізніше під час коледжу він записався на курс бакалавра наук у галузі будівельного будівництва в Технологічному інституті Мапуа, намагаючись догодити батькові.  Однак він пішов би далі і пізніше перейшовши до Центральних коледжів Філіппінського технікуму, але відмовився.
У двадцяті роки він розпочав кар’єру драматичного актора, зазвичай граючи роль лиходія / антагоніста.  Він прийняв сценічне ім'я "Джозеф Естрада", оскільки його мати заперечувала проти обраної кар'єри та його рішення кілька разів кинути школу.  Він також отримав прізвисько "Ерап" (п'єса на тагалогічному сленгу "паре", що означає "приятель") від свого друга, колеги-актора Фернандо По, молодшого.

## Кар'єра

### Кіноактор
У 1974 р. Естрада заснував Фонд захисту праці працівників кіно (Mowelfund), який допомагає кінорежисерам через медичні виплати, госпіталізацію, хірургічну допомогу та виплату смерті, засоби для існування та альтернативні можливості отримання доходів та житла.  Його навчальна група, Інститут кінофільму Mowelfund, підготувала деяких найбільш кваліфікованих та шанованих продюсерів, кінорежисерів, письменників та виконавців як у незалежному, так і в основному секторі галузі з моменту заснування у 1979 році.  Він також  створив разом з Гільєрмо де Вега перший кінофестиваль метро "Маніла" у 1975 році.

## Вступ у політику

#### Мер Сан-Хуана
Естрада вступив у політику в 1967 році, балотуючись у мери Сан-Хуана, Метро Маніла, потім муніципалітет Різал, зазнав невдачі та успіху лише у 1969 році після перемоги у виборчому протесті проти Брауліо Сто.  Домінго.  Його адміністрація була відзначена неперевершеними досягненнями в розвитку інфраструктури. Вони включали створення першої міської середньої школи, комплексу "Агора", розкинутого урядового центру з поштовим відділенням, міні-парку та відновлення  98 відсотків доріг та алей міста.
Як міський голова, він приділяв особливу увагу початковій освіті дітей шляхом вдосконалення та реконструкції шкільних будівель, будівництва додаткових шкільних споруд, медичних центрів, залів для футболу та ігрових майданчиків у всіх барангаях [Архівовано 18 грудня 2019 у Wayback Machine.] та надання артезіанських колодязів у райони з низьким водопостачанням.  Завдяки йому переїхало близько 1800 сімейних сімей з Сан-Хуана в Тайтай, Різал, безкоштовно.  Він також був першим мером, який комп'ютеризував оцінку податку на нерухомість в муніципальній канцелярії.  Коли Коразон Акіно вступив на посаду президента в 1986 році, всі обрані посадові особи місцевого самоврядування були примусово усунені та замінені призначеними відповідальними офіцерами, включаючи Естраду.

#### Сенатор Філіппін
Наступного року Естрада здобув місце в Сенаті при Великому союзі за демократію , отримавши 16 місце на виборах (з 24 переможців).  Його призначили головою комітету з громадських робіт.  Був заступником голови комітетів з питань охорони здоров’я, природних ресурсів та екології та містобудування.
У Сенаті Естраді приписували, серед інших основних законодавчих актів, законопроєкти про проєкт зрошення та захист і розповсюдження карабасів, тягарів у сільській місцевості.
Як сенатор, він був одним із так званих "Прекрасних 12", який проголосував за розірвання Угоди про військові бази РП-США, що призвело до виведення американських військовослужбовців з повітряної бази Кларка в Пампанзі і з Субічної військово-морської бази в Замбалесі.
У 1989 році "Вільна преса" назвала його одним із трьох видатних сенаторів року.  У квітні 1997 р. Університетом Бікол було присвоєно науковий ступінь доктора гуманітарних наук, Гоноріс Кауза, а в 1990 році - Пангасінану.

## Віце-президентство

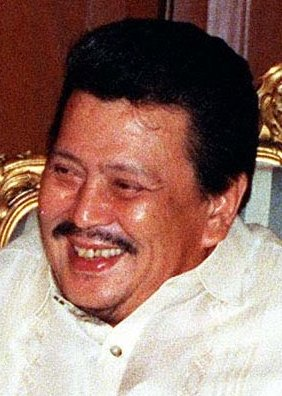
1998 рік

У 1992 році Джозеф Естрада спочатку балотувався в президенти з Вісенте Рівером- молодшим, але він відкликав свою заявку і замість цього балотувався на посаду віце-президента Едуардо Коджуанко, молодшого в рамках Націоналістичної народної коаліції.  Хоча Коджуанко програв колишньому міністру оборони Фіделю Рамосу, Естрада виграв віце-президентство, отримавши більше голосів, ніж його найближчий супротивник, Рамон Мітра.
На посаді віце-президента Естрада був головою Президентської комісії з протидії злочинності президента Рамоса.  Естрада заарештував воєначальників по кримінальних справах та викраденню синдикатів.  У 1997 році він пішов у відставку.
Того ж року Естрада разом з колишнім президентом Коразоном Акіно, кардиналом Хайменом Сіном, сенатором Глорією Макапагал Арройо та іншими політичними лідерами провели акцію проти чартерних змін, яка привела в Парк Різал приблизно півмільйона людей проти руху статуту. 

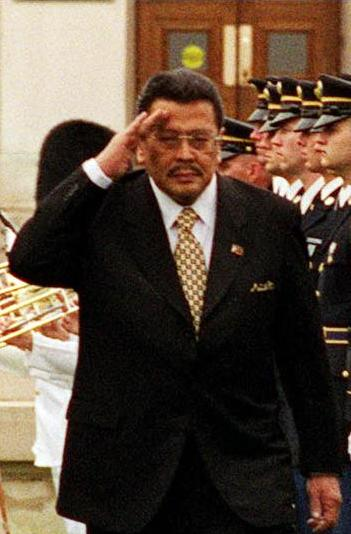

## Президентство
Естрада був першим президентом, який використав спеціальне ім’я як своє офіційне  ім’я, поєднуючи своє справжнє прізвище Еєрсіто з його екранним прізвищем, утворюючи таким чином "Джозеф Ехерсіто Естрада".   Естрада вперше виступив  30 червня 1998 року в історичному містечку Малолос провінції Булакан, вшановуючи колиску Першої Філіппінської Республіки.  Того дня ввечері новий президент виголосив свою вступну промову на трибуні  в Лунеті.  Він взяв на себе посаду в умовах азійської фінансової кризи та з проблемами сільського господарства через погані погодні умови, тим самим уповільнивши економічне зростання до -0,6% у 1998 році з 5,2% у 1997 році.  Економіка відновилася на 3,4% у 1999 р. Та 4% у 2000 р.   У 2000 році він оголосив "загальну війну" проти" Ісламського фронту визволення: і захопив його штаб та інші табори.   Однак звинувачення у корупції породжували судовий процес , а в 2001 році Естраду було відсторонено від перевороту після припинення судового розгляду.
У своєму інавгураційному зверненні Естрада сказав:
«Сто років після Кавіту, п’ятдесят років після здобуття незалежності, дванадцять років після EDSA і сім років після відмови від іноземних баз, тепер черга мас пережити визволення.  Ми стоїмо в тіні тих, хто боровся, щоб зробити нас вільними - від іноземного панування, вільного від домашньої тиранії, вільного від диктанту наддержави, вільного від економічної відсталості

## Корупційні звинувачення та імпічмент
У жовтні 2000 року губернатор Ілокосу Сурі Луїс "Шавіт" Сінгсон, близький друг президента, стверджував, що він особисто віддав "Естраді" 400 мільйонів як виплату для гробової гри на основі номерів, захованої на банківському рахунку, відомому як "  Хосе Веларде», а також 180 мільйонів від урядової цінової субсидії для маркетингової кооперації тютюнових виробів після того, як Естрада розпорядився провести повне розслідування щодо нібито зловживання Шавітом Сінгсоном мільйонів песо в державних коштах.  Запевнення Сінгсона викликало суперечки у всій країні, яка завершилася поданням Палатою представників справи про імпічмент  Естради 13 листопада 2000 року. Спікер палати Палати Менні Віллар швидко відстежив заявку на імпічмент.  Позов про імпічмент був поданий до Сенату, і був створений суд імпічменту, головний суддя Іларіо Девіде - молодший в якості головуючого.  Естрада визнав себе "не винним".
Це вперше філіппінська громадськість засвідчила, що через радіо та телебачення вибраний президент виступає перед судом і стикається з можливим імпічментом із повним висвітленням у ЗМІ.  Під час судового розгляду обвинувачення представило свідкам і передбачувані докази в суді імпічменту щодо нібито причетності Естради до ютенгу.  Існування таємних банківських рахунків, які він нібито використовує для отримання виплат, також було винесено на перший план.
У Глобальному звіті про прозорість 2004 року Естрада увійшов до списку найбільш корумпованих лідерів світу за часом.  Його зарахували на десяте місце, і, як кажуть, він зібрав від 78 до 80 мільйонів доларів.   Також Філіппіни потрапляють вдруге до списку, з Філіппін - Фердинанд Маркос, який опинився другим у цьому списку, оскільки, за його словами, він розкрав від 5 до 10 мільярдів доларів за 21 рік свого перебування на посаді президента з 1965 по 1986 рік.

## Протести
Увечері 16 січня 2001 року суд імпічменту проголосував не відкривати конверт, який нібито містив звинувачувальні докази проти Естради просто тому, що він не був частиною скарги на імпічмент.  Остаточне голосування було 11-10, на користь збереження конвертів закритим.  Колегія обвинувачення (конгресменів та адвокатів) вийшла із суду імпічменту на знак протесту проти цього голосування.  11 сенаторів, які проголосували не відкривати конверт, відомі як "Craven одинадцять".  Тієї ночі протестуючі проти Естради зібралися перед святинею EDSA на проспекті Епіфаніо де лос Сантос, недалеко від місця революції народної влади 1986 року, яка скинула Фердинанда Маркоса.
19 січня 2001 року начальник штабу збройних сил Філіппін Анжело Рейєс, побачивши політичні потрясіння по всій країні, вирішив "відкликати свою підтримку" президента і віддати свою вірність віце-президенту Глорії Макапагал-Арройо.

## Відставка
Наступного дня Верховний суд оголосив президентство вакантним, заявивши, що Естрада пішов у відставку.  Опівдні головний суддя визнав Глорію Макапагал-Арройо президентом Філіппін.  Перед від’їздом Естради з Малаканьяна він опублікував наступне прес-реліз:
«Сьогодні о дванадцятій годині дня віце-президент Глорія Макапагал-Арройо склала присягу президентом Республіки Філіппіни.  Хоча, поряд із багатьма іншими правовими умовами нашої країни, у мене є серйозні і серйозні сумніви щодо законності та конституційності її проголошення Президентом, я не хочу бути фактором, який перешкоджатиме відновленню єдності та порядку в нашому громадянському суспільстві.
Саме тому я покидаю палац Малаканг,як голова президентства цієї країни, заради миру та для того, щоб розпочати процес зцілення нашої нації.  Я залишаю Палац наших людей із вдячністю за надані мені можливості для служіння нашому народу.  Я не буду ухилятися від будь-яких майбутніх викликів, які можуть бути випереджені в одній службі нашої країни.
Я закликаю всіх моїх прихильників та послідовників приєднатися до мене у просуванні конструктивного національного духу примирення та солідарності.
Нехай Всевишній благословить нашу країну та улюблених людей.

## Життя після президентства
Естрада повернувся до свого старого будинку в Сан-Хуані.  Він стверджував, що ніколи не пішов у відставку, маючи на увазі, що уряд Арройо був нелегітимним.
Новий уряд створив спеціальний суд і звинуватив його у розкраданні та заарештував його у квітні.  Його прихильники вирушили до святині EDSA з вимогою звільнити Естраду і повернути її на посаду президента, але були розігнані повноцінними сльозоатаками та попереджувальними пострілами з автоматів.  Вранці 1 травня протестувальники рушили прямо до палацу Малаканг.  Насильство спалахнуло, і уряд оголосив стан заколоту.  Багато філіппінських протестувальників були сильно поранені та заарештовані, включаючи політиків.  Уряд викликав військових і зміг придушити демонстрацію сльозоточивим газом та автоматичними гвинтівками.  Криваве повстання стало відомим як EDSA III.
Спочатку Естраду затримали в Меморіальному медичному центрі ветеранів у місті Кейзон, а потім перевели до військового закладу в Танаї, Різаль, але згодом його перевели у сусідній будинок відпочинку, практично під домашнім арештом.  Згідно з філіппінським законодавством, грабіж мав максимальну кару смерті;  проте смертна кара врешті була скасована.